# 劳动、家庭、祖国

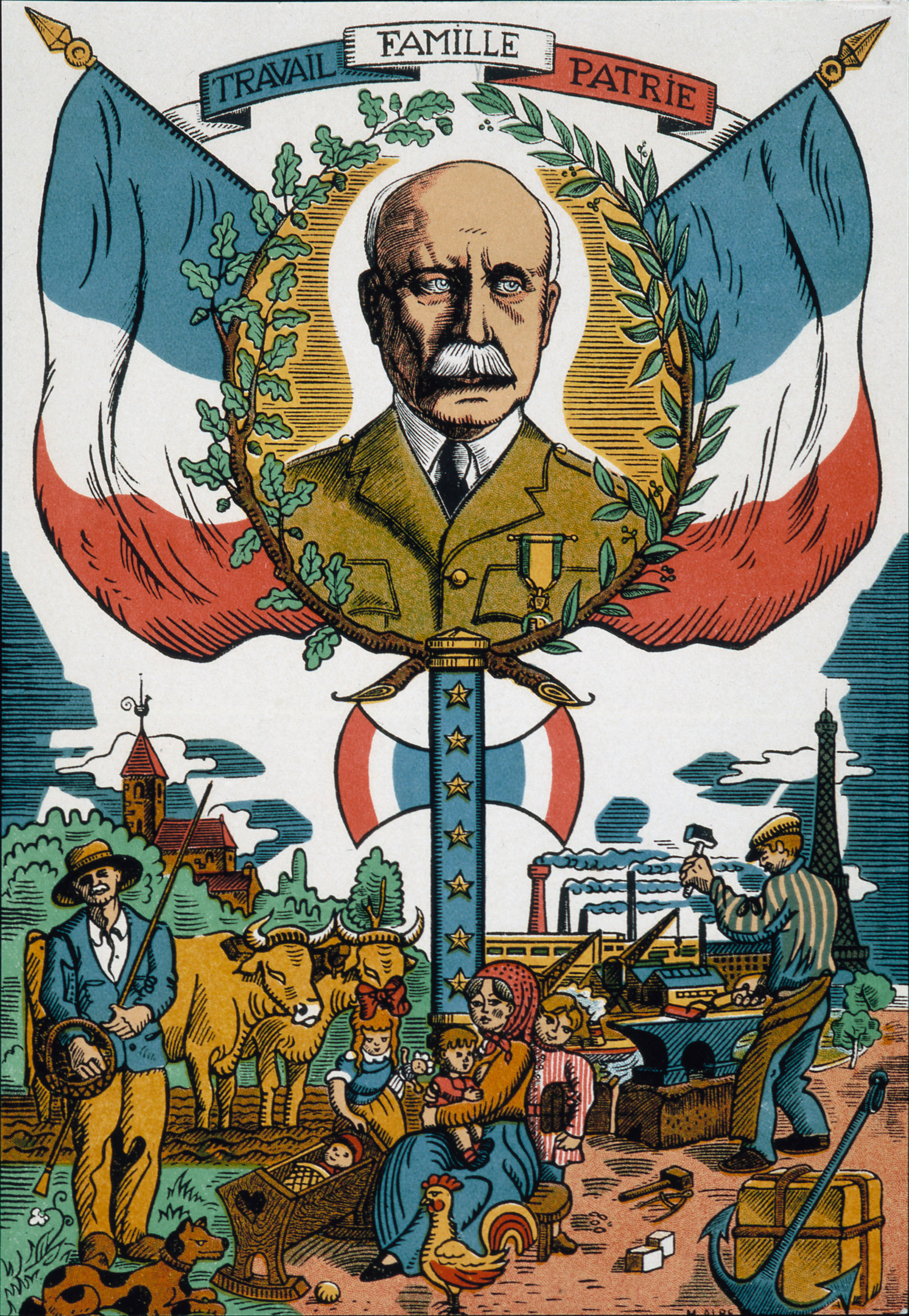
帶有国家格言和贝当的宣傳海報。

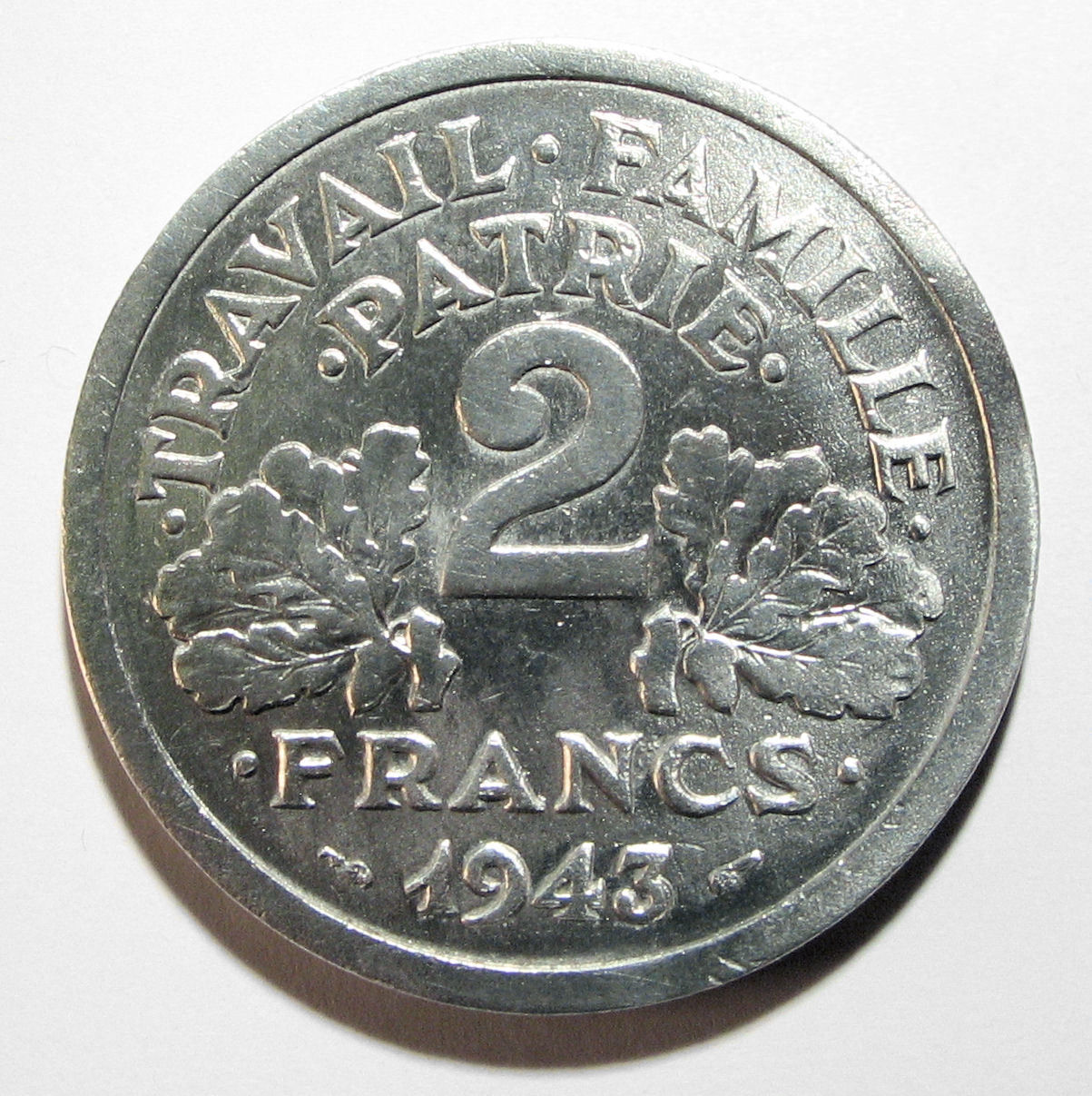
1943年2法郎硬币背面，刻有国家格言

“劳动、家庭、祖国”（法語：Travail, Famille, Patrie，法語發音：[tʁavaj famij patʁi]）是法兰西国（通称维希法国）在二战时期的国家格言，它取代了法兰西第三共和国的国家格言：“自由、平等、博愛”。

## 起源
1940年7月10日菲利普·贝当在德國的支持下取得权力后的宪法草案中，提到要保证“劳动、家庭和祖国的权利”。该宪法从来没有颁布。
1940年9月15日《两个世界》（Revue des deux Mondes）杂志上，贝当对原是法兰西共和国的国家格言“自由、平等、博爱”做出了以下评论：“当我们的年轻人[…]成年后，我们应该对他们说[…]若不在他们必须服从的权威的指导下，他们不能取得真正的自由[…]。我们应该告诉他们平等本身是在等级制度的框架下的[…]最后，我们应该告诉他们除了在自然形成的族群、家庭、城镇、祖国间，不存在真正的博爱”。
“劳动、家庭、祖国”原为“火十字团”的格言，随后被法蘭西社會黨（Parti Social Français, PSF，注意不是法国社会党）所用。
这三个词表达了维希政权“国家革命”（Révolution nationale）的理念。